# Bascom (Ohio)
Bascom – jednostka osadnicza w Stanach Zjednoczonych, w stanie Ohio, w hrabstwie Seneca.